# Livre du jour et de la nuit
Le livre du jour et de la nuit raconte le voyage du soleil à l'intérieur du ventre de Nout, connue sous le nom de dame du Ciel et des Étoiles, mère du Soleil. Chaque soir, la divinité avale l'astre qui traverse son corps pour renaître au matin.
On en trouve une illustration sur le plafond astronomique de la chambre funéraire du tombeau de Ramsès VI (KV9) dans la vallée des rois ainsi que quelques passages dans le temple funéraire de Ramsès III (mort vers 1154 av. J.-C., XXe dynastie) à Médinet Habou.

### Traductions
- Alexandre Piankoff, Le livre du jour et de la nuit, traduction Étienne Drioton, 1942, Institut Français d'Archéologie Orientale (Le Caire)
- Claude Carrier, Grands livres funéraires de l'Égypte pharaonique, Cybèle, 2009. F : Livre de la Nuit (XIXe dynastie), G : Livre du Jour (XIXe dynastie).

### Études
- Jan Assmann, Mort et au-delà dans l'Égypte ancienne (2001), trad., Éditions du Rocher, 2003, p. 36, 565.

### Connexions internes
- Littérature de l'Égypte antique
- Mythologie égyptienne
- Rite funéraire